# Lycanades crispa
Lycanades crispa là một loài bướm đêm trong họ Noctuidae.